# مشفهة بحيرة روكوا
مشفهة بحيرة روكوا (الاسم العلمي:Chiloglanis rukwaensis) (بالإنجليزية: Lake Rukwa suckermouth)‏ هي نوع من الأسماك تتبع جنس المشفهة من فصيلة الموشوكيات.